# Consuetudo bononiensis
La consuetudo bononiensis o modo de Bolonia es una forma de contar los días de un mes de acuerdo con su cercanía al inicio o al fin de este. Fue usado en Italia desde fines del siglo X hasta el XIII. Se encuentra una descripción de su funcionamiento en la obra Summa Artis notariae de Rolandino Passeggeri.
El sistema indica los primeros quince días de un mes de manera directa:
- prima dies = primer día
- secunda (dies) intrantis[1] = segundo día, etc.

Los últimos quince días se cuentan de manera regresiva e inclusiva (es decir, tomando en cuenta el último día del mes). Así:
- ultima dies = último día
- secunda (dies) exeuntis[2] = segundo día antes del fin de mes (30 o 29)
- décima quinta exeuntis = día décimo sexto antes del fin de mes (es decir, el 16 para los meses de 30 días).